# Hamdin Sabahi
Hamdin Sabahi (arabisch حمدين صباحي, DMG Ḥamdīn Ṣabāḥī; * 5. Juli 1954 in Kafr asch-Schaich, Ägypten) ist ein ägyptischer Journalist, Dichter und Vorsitzender der Partei der Würde.
Sabahi war vor der Revolution in Ägypten 2011 einer der Anführer der ägyptischen Opposition und vertritt Ansichten des Nasserismus, distanziert sich jedoch von der autoritären Politik Gamal Abdel Nassers und bezeichnet sich selbst als „demokratische Alternative“. Er wurde als unabhängiger Kandidat seiner Würde-Partei bei den Präsidentschaftswahlen von 2012 der Drittplatzierte mit 4.820.273 Stimmen und 20,72 % Wähleranteil.
Sabahi hat ein Studium an der Fakultät für Massenkommunikation der Universität Kairo abgeschlossen.
2014 bewarb er sich gegen den favorisierten Abd al-Fattah as-Sisi um das ägyptische Präsidentenamt, war jedoch der einzige Gegenkandidat und unterlag. Im Wahlkampf setzte er sich dafür ein, den Friedensvertrag mit Israel aufzukündigen ("Our enmity with the Zionist enemy goes to our very existence. It’s either us or them. No peace is possible. That’s what we believe.").